# Linus Wahlqvist
Rolf Linus Wahlqvist, född 11 november 1996 i Norrköpings Östra Eneby församling i Östergötlands län, är en svensk fotbollsspelare som spelar för Pogoń Szczecin i Ekstraklasa.

## Klubbkarriär
Wahlqvist började spela fotboll i Eneby BK, men gick 2009 till IFK Norrköping. Han skrev i december 2012 på ett treårskontrakt med A-laget. Han blev i december 2013 vald till "årets junior" av Östergötlands Fotbollförbund. Han gjorde debut i Allsvenskan den 6 april 2014 mot Helsingborgs IF. Matchen slutade med en 2–0-vinst för Norrköping och Wahlqvist blev inbytt i den 88:e minuten mot Nikola Tkalcic. I augusti 2014 förlängde han kontraktet med Norrköping till och med säsongen 2018.
Den 16 juli 2018 värvades Wahlqvist av tyska Dynamo Dresden. Efter att klubben åkt ur 2. Bundesliga under sommaren 2020 var han fri att lämna klubben och återkom till IFK Norrköping.

## Landslagskarriär
Linus Wahlqvist var med och tog brons vid U17-VM 2013 med det svenska U17-landslaget. Han var även med och tog brons vid U17-EM 2013, där han för övrigt blev uttagen i All Star-laget.

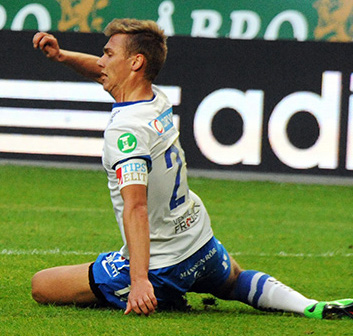
Linus Wahlqvist, 2014

## Karriärstatistik
| Klubb                                                  | Säsong            | Inhemsk liga      | Inhemsk liga | Inhemsk liga | Nat. täv. | Nat. täv. | Internat. täv. | Internat. täv. | Totalt | Totalt |
| Klubb                                                  | Säsong            | Serie             | SM           | Mål          | SM        | Mål       | SM             | Mål            | SM     | Mål    |
| ------------------------------------------------------ | ----------------- | ----------------- | ------------ | ------------ | --------- | --------- | -------------- | -------------- | ------ | ------ |
| IFK Norrköping                                         | 2014              | Allsvenskan       | 24           | 0            | 5         | 0         | 0              | 0              | 29     | 0      |
| IFK Norrköping                                         | 2015              | Allsvenskan       | 29           | 3            | 5         | 0         | 0              | 0              | 34     | 3      |
| IFK Norrköping                                         | 2016              | Allsvenskan       | 28           | 2            | 6         | 0         | 2              | 0              | 36     | 2      |
| IFK Norrköping                                         | 2017              | Allsvenskan       | 28           | 2            | 3         | 0         | 4              | 0              | 35     | 2      |
| IFK Norrköping                                         | 2018              | Allsvenskan       | 12           | 0            | 0         | 0         | 0              | 0              | 12     | 0      |
| IFK Norrköping                                         | Totalt i klubblag | Totalt i klubblag | 121          | 7            | 19        | 0         | 6              | 0              | 146    | 7      |
| Dynamo Dresden                                         | 2018-19           | 2. Bundesliga     | 29           | 0            | 0         | 0         | 0              | 0              | 29     | 0      |
| Dynamo Dresden                                         | 2019-20           | 2. Bundesliga     | 25           | 0            | 1         | 0         | 0              | 0              | 26     | 0      |
| Dynamo Dresden                                         | Totalt i klubblag | Totalt i klubblag | 54           | 0            | 1         | 0         | 0              | 0              | 55     | 0      |
| IFK Norrköping                                         | 2020              | Allsvenskan       | 17           | 1            | 1         | 1         | 0              | 0              | 18     | 2      |
| IFK Norrköping                                         | 2021              | Allsvenskan       | 28           | 3            | 4         | 0         | 0              | 0              | 32     | 3      |
| IFK Norrköping                                         | 2022              | Allsvenskan       | 26           | 0            | 4         | 0         | 0              | 0              | 30     | 0      |
| IFK Norrköping                                         | Totalt i klubblag | Totalt i klubblag | 71           | 4            | 9         | 1         | 0              | 0              | 80     | 5      |
| Pogoń Szczecin                                         | 2022-23           | Ekstraklasa       | 12           | 0            | 1         | 1         | 0              | 0              | 13     | 1      |
| Pogoń Szczecin                                         | 2023-24           | Ekstraklasa       | 24           | 0            | 3         | 0         | 3              | 1              | 30     | 1      |
| Pogoń Szczecin                                         | Totalt i klubblag | Totalt i klubblag | 36           | 0            | 4         | 1         | 3              | 1              | 43     | 2      |
| Antal matcher och mål är korrekt per den 19 mars 2024. |                   |                   |              |              |           |           |                |                |        |        |